# Robin des Bois (film, 2010)
Pour les articles homonymes, voir Robin des Bois (homonymie) et Robin Hood.
Pour plus de détails, voir Fiche technique et Distribution.
Robin des Bois (Robin Hood) est un film américano-britannique réalisé par Ridley Scott et sorti en 2010.
Le film raconte comment Robin est devenu peu à peu le personnage immortalisé par la légende. Son histoire commence par la mort du roi d’Angleterre Richard Cœur de Lion à Châlus et le début du règne mouvementé de son successeur Jean d'Angleterre. Le récit est situé dans un cadre plus historique que les précédents films sur Robin des Bois mais l'histoire reste totalement fictive.
Malgré des critiques mitigées, le film réalise de bons résultats au box-office.

## Synopsis
En 1199, l'archer Robin Longstride déserte avec trois de ses compagnons l'armée anglaise après la mort du roi au siège de Châlus. En chemin, il assiste par hasard à une embuscade des Français contre les croisés ramenant à Londres la couronne du roi et parvient à récupérer la couronne. Avant de mourir, l'une des victimes de l'embuscade, Sir Robert Locksley, demande à Longstride de ramener à son père l'épée qu'il lui avait volée en partant pour les croisades.
Décidé à traverser la Manche sans bourse délier, Longstride usurpe l'identité de Locksley et ramène à Londres la couronne d'Angleterre au nouveau roi, Jean Sans Terre, puis il part pour les terres de Robert Locksley, près de Nottingham. Celles-ci, saignées à blanc par la guerre et la pénurie, sont administrées d'une main de fer par Lady Marianne, la veuve de Locksley. Son beau-père, pour éviter qu'elle ne soit dépouillée de ses possessions à l'annonce de la mort de son mari, fait passer Robin pour son fils et le mari de Marianne, qui, après quelques réticences, se prend à aimer ce nouveau mari.
Pendant ce temps, le roi Jean envoie son conseiller Godefroy sillonner le pays pour prélever encore plus de taxes pour restaurer le Trésor royal. Mais il ne sait pas que son ami est en fait un espion des Français, qui, en compagnie de 200 soldats, se fait passer auprès des barons du Nord pour le percepteur, et en profite pour mettre à feu et à sang le pays. De cette façon, il escompte la création par les barons d'une coalition contre le roi qui marchera sur Londres, pendant que le roi Philippe II de France débarquera en Angleterre.
Pour retrouver les autres barons, Robin part à Barnsdale, où le roi arrive ; il y est contraint de promettre la rédaction d'une charte garantissant la liberté de ses sujets, la production selon leurs besoins et la levée des saisies arbitraires (référence à la  Grande Charte de 1215), charte rédigée à l'initiative du père de Robin Longstride. Les troupes du roi se battent finalement contre les Français mais, après leur victoire, le roi Jean refuse de signer la Charte et déclare Robin hors-la-loi : la légende commence.

## Fiche technique
Sauf indication contraire, les informations mentionnées dans cette section peuvent être confirmées par la base de données cinématographiques IMDb,  présente dans la section « Liens externes ».
- Titre francophone : Robin des Bois
- Titre original : Robin Hood
- Réalisation : Ridley Scott
- Scénario : Brian Helgeland
- Musique : Marc Streitenfeld
- Décors : Arthur Max
- Costumes : Janty Yates
- Photo : John Mathieson
- Montage : Pietro Scalia
- Producteurs : Ridley Scott, Russell Crowe, Brian Grazer et Charles J.D. Schlissel
- Distribution : Universal Pictures
- Pays de production :  Royaume-Uni,  États-Unis
- Langues originales : anglais, français
- Budget : 230 000 000 $
- Genre : aventures, action
- Durée : 140 minutes, 156 minutes (version director's cut)
- Dates de sorties :
  - France : 12 mai 2010
  - États-Unis : 14 mai 2010
  - Royaume-Uni : 14 mai 2010
- Public : Accord parental lors de sa sortie au cinéma et déconseillé aux moins de 10 ans lors de sa diffusion à la télévision[1].

## Distribution
- Russell Crowe (VF : Marc Alfos, VQ : Pierre Auger) : Robin des Bois
- Cate Blanchett (VF : Isabelle Gardien; VQ : Nathalie Coupal) : Belle Marianne[2]
- Max von Sydow (VF : lui-même, VQ : Hubert Fielden) : Walter de Locksley, le beau-père de Marianne
- William Hurt (VF : Féodor Atkine, VQ : James Hyndman) : Guillaume le Maréchal (le comte de Pembroke)[3], ancien Croisé et meilleur chevalier de son temps
- Mark Strong (VF : Jean-Michel Fête, VQ : Marc-André Bélanger) : le seigneur Godefroy, un homme de main du roi Jean
- Oscar Isaac (VF : Nicolas Lormeau, VQ : Nicolas Charbonneaux-Collombet) : le roi Jean d'Angleterre
- Danny Huston (VF : Jean-Yves Chatelais) : le roi Richard Ier d'Angleterre
- Eileen Atkins (VF : Nita Klein, VQ : Madeleine Arsenault) : la reine Aliénor d'Aquitaine (mère de Richard et Jean)
- Mark Addy (VF : Laurent Ournac, VQ : Yves Soutière) : Frère-Tuck
- Matthew Macfadyen (VF : Christian Gonon, VQ : François Godin) : Le shérif de Nottingham[4]
- Kevin Durand (VF : Loïc Houdré, VQ : Jean-François Beaupré) : Petit Jean, le bras droit de Robin, un écossais[5]
- Scott Grimes (VF : Jean-Christophe Dollé, VQ : Antoine Durand) : Will Scarlet, le neveu de Robin, un gallois
- Alan Doyle (VF : Gilles Morvan, VQ : Stéphane Rivard) : Allan-a-Dale, le ménestrel de la bande, un Irlandais
- Douglas Hodge : Sir Robert de Locksley
- Léa Seydoux (VF : elle-même) : Isabelle d'Angoulême
- Jonathan Zaccaï (VF : lui-même) : le roi de France Philippe Auguste
- Robert Pugh : Baron Baldwin
- Gerard McSorley (VF : Michel Voletti) : Baron Fitzrobert
- Velibor Topic : Belvedere
- Simon McBurney : Tancred
- John Nicholas : le fermier Paul
- Mark Lewis Jones : Longstride, le maçon
- Denis Ménochet (VF : lui-même) : Adhemar
- Luke Evans : l'homme de main du shérif
- Ruby Bentall : Margaret, la servante de Walter
- Ned Dennehy : une sentinelle
- Stuart Martin et Steve Evets : les messagers
- Jessica Raine : la princesse Isabel de Gloucester
- Abraham Belaga (VF : lui-même) : l'aide de camp du roi Philippe
- Arthur Darvill : le marié
- Giannina Facio : la dame de compagnie
- Samuel Dupuy : le capitaine français
- Alan Charlesworth : le cardinal Roger

## Production

### Genèse et développement

#### L'élaboration du scénario
Le scénario a d'abord été écrit par Ethan Reiff et Cyrus Voris. Ils avaient pour idée originale de donner « le beau rôle » au shérif de Nottingham, alors que Robin aurait été un personnage moins reluisant qu'à l'accoutumée. Le titre du projet était alors Notthingam. À ce stade-là Russell Crowe, bien qu'intéressé par le projet, fut près d'abandonner la partie.
Par la suite, l'histoire retravaillée proposait un seul homme pour les deux personnages. Finalement, quand Brian Helgeland prend en charge le scénario, il arrive à une histoire plus classique : Robin, le héros, se bat entre autres contre le Shérif qui garde son profil négatif, sans assumer le rôle du  « méchant » de l'histoire. Le scénario est aussi passé entre les mains de Paul Webb et, en mai 2009, entre celles de Tom Stoppard pour une réécriture complète.
Ridley Scott n'exclut pas de faire une suite.
Pour des raisons de droits d'adaptation âprement négociés avec la société détentrice des droits de Robin Des Bois en aval, Russell Crowe ne peut porter de vêtements de couleur verte et ne peut pas tirer plus de quinze flèches au cours du film[réf. nécessaire].

#### Le cadre historique
- Ridley Scott s'intéresse beaucoup au Moyen Âge. Il a beaucoup aimé tourner Kingdom of Heaven et comptait en faire une suite si le film avait eu du succès en salles (cf. l'interview donnée pour la sortie du DVD de la version longue du film). À la fin de Kingdom of Heaven on voit, d'ailleurs, Richard Cœur de Lion partir pour la troisième croisade.
- Suivant l'optique du réalisateur, les scénaristes ont choisi de s'inspirer de la réalité historique de l'époque. En effet, ils ont intégré le combat de Robin des Bois dans le contexte de la crise politique anglaise du début du XIIIe siècle. Ce faisant, ils ont imaginé le héros parmi les inspirateurs de la Magna Carta. Au sujet de la réalité historique, le débarquement en Angleterre par les Français fait référence à l'expédition anglaise de Louis, fils de Philippe Auguste et futur roi de France. Cette volonté d'utiliser un arrière-plan historique montre ses limites avec l'emploi de barges de débarquement, identiques à celle de 1944 (mais avec des rames !), à la fois anachronique et historiquement sans fondement. Malgré tout, une fois l'effet de surprise passé, il faut y voir un clin d'œil à celles du débarquement dans l'autre sens de 1944.
- Depuis le début de la promotion du film, le réalisateur a bien insisté sur le caractère historique de « son » Robin des Bois. Mais, si le contexte politique de l'époque est bien mis en valeur, on ne peut pas en dire autant de certains détails qui ne sont pas toujours « d'époque » : on remarque, par exemple, l'utilisation maladroite de certains objets qui n'existaient pas encore en ce temps-là (des barbutes, des casques à visière ou « salades », datant du XVe siècle ou encore des chapel de fer du XIVe). Le port constant des armures, les combats, ou encore des détails (tels que l'incinération d'un mort) sont aussi historiquement contestables. On retrouve dans ce film une volonté de réalisme historique non aboutie, tout comme dans le film Kingdom of Heaven. Enfin, le début du film semble laisser penser que le roi revient de la croisade en passant par la France. Or, il est rentré de la croisade depuis 5 ans et il passe son temps dans ses terres françaises. En effet, Richard n'est pas « anglais » au sens ethnique du terme (1/8 de sang britannique du côté de sa grand-mère paternelle, fille d’une princesse britannique) et n'a jamais parlé anglais, mais la langue d’oïl (c'est-à-dire l'ancien français) celle de la chevalerie, et la langue d’oc, celle des arts. Il n'éprouve aucune affinité pour ce pays dans lequel il ne passera que quelques mois dans toute sa vie. Il est avant tout comte d'Anjou, duc de Normandie et d’Aquitaine. Les films sur le Moyen Âge retranscrivent en général très mal les spécificités identitaires de l'époque. Dans le film, la dimension « patriotique » est anachronique. Ainsi le siège de Châlus, au début du film, concerne la lutte contre un vassal récalcitrant de Richard et pas du tout une bataille « contre les Français ». L'usage, de fait, des langues anglaise et française dans le film est donc en grande partie fictive, puisque les populations locales parlaient des dialectes régionaux et la langue utilisée à la cour royale à Londres était le français normand.
- Les premières minutes du film s'ouvrent, en France, sur la reconstitution du siège de Châlus, château fort du Limousin, au cours de laquelle Richard Cœur de Lion fut mortellement blessé en mars 1199 par le chevalier Pierre Basile.

### Attribution des rôles
L'originalité annoncée au départ tenait au fait que Russell Crowe devait y incarner à la fois Robin des Bois et le Shérif de Nottingham. Il a ensuite été question d'un triangle amoureux entre Robin (interprété peut-être par Christian Bale), le Shérif (interprété par Crowe) et Lady Marianne (rôle initialement prévu pour Sienna Miller). Mais finalement le script a été totalement révisé. Attiré par le personnage de Robin depuis son enfance, Crowe s'est très vite intéressé au projet, même s'il n'aimait pas trop le scénario initial. Il a passé dix mois à lire des livres sur le personnage et a déclaré : « Ce doit être la meilleure description jamais faite de Robin des Bois, autrement je devrais m'atteler à autre chose ».
Sienna Miller était un temps lié au rôle de Lady Marianne. Mais le scénario, plusieurs fois remanié par Ridley Scott, imposera finalement la nécessité d'avoir une actrice moins jeune, d'où le choix de Cate Blanchett.
C'est grâce à Russell Crowe que l'on voit apparaître Kevin Durand et Scott Grimes parmi les compagnons de Robin. C'est à lui aussi que le film doit le musicien Alan Doyle, avec lequel Russell Crowe avait collaboré pour l'album My Hand, My Heart.
Le rôle d'Aliénor d'Aquitaine devait être tenu par Vanessa Redgrave, mais l'actrice a abandonné sa participation au film pour des raisons personnelles.

### Tournage
La mise en marche du tournage a pris un certain retard pour de nombreuses raisons : la fixation du scénario, les lieux de tournage à arranger, le choix des interprètes et, par-dessus le tout, la grève des scénaristes en 2008. Finalement, le tournage s'est déroulé entre début avril et début août 2009.
Interrogé entre deux prises (en juin 2009), l'interprète de Robin des Bois a décrit la production du film comme « gargantuesque - la plus grosse dans laquelle j'ai jamais travaillé ». Russell Crowe a pourtant déjà joué dans des films à gros budget et à grand spectacle (tels que Gladiator, du même Ridley Scott, ou Master and Commander : De l'autre côté du monde, de Peter Weir). La plus « grosse » scène, celle du combat sur la plage, a nécessité le concours d'un millier de figurants costumés et de 130 chevaux.
Pour la pratique du tir à l'arc, Russell Crowe s'est entraîné plusieurs mois au point d'être capable d'atteindre une cible à 45 mètres, selon les dires du réalisateur dans une interview donnée à la chaîne MTV (en février 2009).
Pour les lieux du tournage : la forêt de Sherwood est aujourd'hui une zone protégée et ne pouvait accueillir une équipe de tournage. Les bois que l'on voit donc dans le film sont, en réalité, situés dans le comté de Surrey. Par ailleurs, nous pouvons voir durant le film une copie du fameux Cheval blanc d'Uffington.
En plein tournage de Robin des Bois, Russell Crowe s'est investi énormément dans son rôle, et en a demandé autant aux producteurs ! Pas moins de 120 000 dollars d'équipements sportifs et de matériel de musculation ont été réclamés par l'acteur, pour être à la hauteur physique et esthétique du fameux personnage : « Russell est un professionnel. Il savait qu'il avait été engagé pour jouer Robin des Bois et pas frère Tuck. Il sait qu'il doit garder la ligne » a déclaré un membre de l'équipe du tournage[réf. nécessaire].

## Accueil

### Promotion
Le 12 mai 2010, deux jours avant sa sortie aux États-Unis, il a fait l'ouverture du 63e Festival de Cannes, et il est sorti dans les salles françaises par la même occasion.

### Critiques
Le film reçoit des critiques mitigées. Rotten Tomatoes totalise un score de 43% de critiques positives avec une note de 5,4 / 10, basé sur 136 avis[réf. nécessaire].
Critiques positives
- « À la fois film d'aventures, film de guerre et film historique, Robin des Bois version 2010 démontre une fois de plus que Ridley Scott est décidément l'homme de la situation dès lors qu'il s'agit d'allier l'intelligence du propos avec un souffle épique étourdissant. » (Filmsactu)
- « Une aventure médiévale d'une densité assez folle qui convoque aussi bien L'Odyssée d'Homère (...) que Le retour de Martin Guerre (...) tout en réinventant sa propre mythologie. » (Première)
Critiques mitigées
- « Si l'action est là, avec des scènes de bataille efficaces et les acteurs impeccables, il manque un souffle épique pour qu'on soit vraiment embarqué. » (Le journal du Dimanche)
- « Une plongée violente et réaliste, exempte de toute emphase, dans la guerre au Moyen Âge. La suite se révèle beaucoup plus convenue et le souffle n'a rien de décoiffant, à l'image des combats plutôt décevants. » (Télé 7 jours)
Critiques négatives
- « l'ennui menace et les invraisemblances n'aident pas à s'accrocher à l'histoire. » (La Croix)
- « Ridley Scott commet une adaptation de la légende de Robin des Bois à l'encontre de toutes les caractéristiques d'une légende ou d'un mythe : aucun souffle épique, aucun personnage saillant, aucune lisibilité dans l'action » (Critikat.com)

### Box-office
Lors de son exploitation, Robin des bois rapporte une recette de 321 619 746 $ au box-office mondial pour un budget de production estimé à 230 millions. En France, il réalise 2 385 387 entrées
| Pays ou région | Box-office        | Date d'arrêt du box-office | Nombre de semaines |
| -------------- | ----------------- | -------------------------- | ------------------ |
| États-Unis     | 105 219 735 $     | -                          | -                  |
| France         | 2 385 387 entrées | -                          | -                  |
| Allemagne      | 1 524 773 entrées | -                          | -                  |
| Total mondial  | 321 619 746 $     | -                          | -                  |